# Dany Jacquet
Pour les articles homonymes, voir Jacquet.
Danièle Jacquet dite Dany Jacquet ou Dolly Jacquet, née le 28 décembre 1940 à Chauny, dans l'Aisne, et morte le 29 septembre 1993 à Montreuil, en Seine-Saint-Denis, est une actrice française.

## Filmographie

### Cinéma
- 1957 : Donnez-moi ma chance de Léonide Moguy : une concurrente
- 1958 : Le Grand Chef d'Henri Verneuil
- 1958 : Guinguette de Jean Delannoy
- 1959 : Les Affreux de Marc Allégret
- 1959 : Les Dragueurs de Jean-Pierre Mocky : une invitée à la "boum"
- 1959 : Rue des prairies de Denys de La Patellière
- 1959 : Un témoin dans la ville de Édouard Molinaro
- 1959 : Katia de Robert Siodmak
- 1960 : Le Goût de la violence de Robert Hossein : Isa
- 1960 : Les Nymphettes d'Henri Zaphiratos
- 1960 : Les portes claquent de Jacques Poitrenaud
- 1961 : La Chambre ardente de Julien Duvivier - Frieda
- 1962 : Le Diable et les Dix Commandements de Julien Duvivier
- 1963 : Les Bricoleurs de Jean Girault
- 1963 : La Ronde de Roger Vadim
- 1964 : Déclic et des claques de Philippe Clair
- 1964 : Les Gorilles de Jean Girault
- 1965 : Angélique et le Roy de Bernard Borderie : une dame de la cour
- 1965 : La Tête du client de Jacques Poitrenaud : la fille draguée par Freddy
- 1966 : Massacre pour une orgie de Jean-Pierre Bastid
- 1967 : La Permission de Melvin Van Peebles
- 1967 : J'ai tué Raspoutine de Robert Hossein
- 1970 : Max et les Ferrailleurs de Claude Sautet : Ida
- 1970 : Qui ? de Léonard Keigel : Sabine
- 1972 : Les Granges Brûlées de Jean Chapot : la jeune femme morte
- 1973 : L'Événement le plus important depuis que l'homme a marché sur la Lune de Jacques Demy
- 1973 : Le Train de Pierre Granier-Deferre
- 1973 : Un amour de pluie de Jean-Claude Brialy : une cliente de l'hôtel
- 1980 : La Banquière de Francis Girod
- 1981 : Le Choc de Robin Davis
- 1981 : L'Étoile du Nord de Pierre Granier-Deferre

### Télévision
- 1965 : Le Bonheur conjugal de Jacqueline Audry

## Théâtre
- 1959 : La Revue de l'Alhambra de Paris de Roger Pierre et Jean-Marc Thibault, chorégraphie Don Lurio, musique Claude Stiermans, Théâtre des Célestins